# Don’t Try This
Don’t Try This ist eine im Jahr 2012 gegründete Band aus Dessau-Roßlau in Sachsen-Anhalt. Sie vereint Elemente aus den Bereichen Metal und Popmusik und besteht aus den Gitarristen Stephan Renner und Phil Müller sowie dem Bassisten Markus Kopitzki und dem Schlagzeuger René Wähler.

## Geschichte
Kurz nach der Gründung spielte Don’t Try This auf diversen Festivals und war als Support für 36 Crazyfists, Annisokay, Akrea, Goitzsche Front und To the Rats and Wolves unterwegs. Im Jahr 2013 entstand, in Zusammenarbeit mit dem Power-Metal-Sänger David Baßin von Victorius das erste Musikvideo zu The Requiem. Mit der Veröffentlichung des Videos zu My Burden Ende 2014 wurde für den 20. März 2015 das Debütalbum Wireless Slaves angekündigt. Dieses wurde im Soundart-Recording-Studio aufgenommen und von Chrystian Engel produziert. Im Zuge dessen folgten Konzerte in Österreich und ganz Deutschland mit Storyteller, Herren, Vogelfrey und Kambrium. Im Dezember 2015 erschien ein zweiseitiges Interview in der hundertsten Ausgabe des Legacy.
Nach diesem Zyklus unterzeichneten Don’t Try This einen Bandübernahmevertrag bei Boersma-Records und veröffentlichten 2017 deutschlandweit Wireless Slaves als Deluxe Edition. Nach der Releaseshow am 31. März 2017 im Alten Theater in Dessau folgte unter dem Namen When They Rise eine Tour durch Deutschland, Tschechien und Slowakei.
Noch im selben Jahr kam eine Tourdokumentation in die lokalen Kinos und fasste die gesamte „When They Rise Tour“ in einen eineinhalbstündigen Film zusammen. Eine Veröffentlichung auf DVD und Blu-ray steht noch aus. Anfang 2018 gab Sänger Carlo Kasanya seinen Ausstieg aus der Band bekannt. Anschließend trat die Band mit diversen Gastsängern auf (u. a. Rudi Schwarzer, David Baßin, Martin Simon und Paddy Shadow) und spielte noch zwei Konzerte im Raum Dessau und Erfurt. Am 27. Juli 2019 gaben Don’t Try This ein Reunionkonzert beim Allstars Festival in Ursprungsbesetzung.

## Neue Projekte
Ende 2018 wurde bekannt, dass Stephan Renner, Markus Kopitzki und René Wähler Teil des neugegründeten Projektes um Jens Kästel wurden. Diese veröffentlichten am 1. Februar 2019 unter dem Namen KÆSTEL ihr Debütalbum Keine Kompromisse mehr! und gingen anschließend mit Goitzsche Front auf Tour durch Deutschland und Schweiz. Im November 2019 ging KÆSTEL gemeinsam mit Stunde Null auf Alles voller Welt Tour – ebenfalls durch Deutschland und Schweiz.
Fast Zeitgleich trat Phil Müller zusammen mit Jennifer Weist bei einem Konzert von Don Broco und Mike Shinoda von Linkin Park als Gastpianist auf. Kurz darauf wurde seine Teilnahme als Pianist bei NEO bekannt und ging mit diesem als Support für The Dark Tenor auf Deutschlandtour. Anfang 2020 ging Phil Müller wieder mit NEO unter dem Namen Wir zeichnen Lebenslinien auf Tour und spielte unterem mit Goitzsche Front im ausverkauften Huxleys den Song Mein Leben.
Phil Müller produziert seither Musikvideos für Künstler wie z. B. Martin Kesici, Goitzsche Front und Hardy und Heroes. Das Musikvideo zu Im Osten geboren von Hardy und Heroes erreichte nach weniger als einem Jahr die eine Million Aufrufe auf YouTube und war des Öfteren Bestandteil diverser Beiträge des MDR.

## Diskografie
| Jahr | Titel                          | Information/Veröffentlichung                                              | Anmerkung                             |
| ---- | ------------------------------ | ------------------------------------------------------------------------- | ------------------------------------- |
| 2015 | Wireless Slaves                | Finestnoise, Radar Music                                                  | Erstveröffentlichung: 20. März 2015   |
| 2015 | Heart to the Core Vol. 11      | Samplerbeitrag (Song: My Burden), u.A. mit Mein Kopf ist ein brutaler Ort | Erstveröffentlichung: 1. Mai 2015     |
| 2015 | Promo Sampler                  | Eigenvertrieb, Promoveröffentlichung für das Destruction Derby Festival   | Erstveröffentlichung: 21. August 2015 |
| 2017 | Wireless Slaves Deluxe Edition | Boersma-Records, RecordJet, Soulfood                                      | Erstveröffentlichung 31. März 2017    |

## Musikvideos
| Jahr | Titel                                      | Video-Typ               | Regisseur(e)                      |
| ---- | ------------------------------------------ | ----------------------- | --------------------------------- |
| 2013 | The Requiem (feat. David Baßin)            | Performance             | Don’t Try This                    |
| 2014 | My Burden                                  | Narrativ                | Johannes Boehlig                  |
| 2015 | I Will Never Forget (feat. Rudi Schwarzer) | Narrativ                | Johannes Boehlig                  |
| 2015 | The End of Everything                      | Performance             | Johannes Boehlig                  |
| 2016 | The End of Everything                      | Livevideo               | Johannes Boehlig                  |
| 2016 | Nothing Is Like Before                     | Narrativ                | Johannes Boehlig                  |
| 2017 | Suffocation                                | Performance/Lyric-Video | Johannes Boehlig, Stanislav Gvozd |
| 2017 | When They Rise                             | Lyric-Video             | Stanislav Gvozd                   |
| 2017 | I Will Never Forget (Piano Version)        | Narrativ                | Mirko Witzki                      |
| 2019 | My Burden (Live at Allstars Festival)      | Livevideo               | Peet Kornsen, Phil Müller         |